# Gyógyszerkémia
A gyógyszerkémia tudománya a gyógyszerek – pontosabban gyógyszermolekulák – előállításával (szintézis) és vizsgálatával (analízis) foglalkozik. Mindezekhez felhasználja a  legmodernebb szervetlen kémiai, szerves kémiai és analitikai kémiai ismereteket, valamint a kémiai számítástechnika módszereit.
A gyógyszerkémia a szerves kémia olyan speciális területének tekinthető, amely tulajdonképpen minden, a gyógyszermolekulákkal kapcsolatos ismeretet magában foglal, ezért alapja a farmakognóziának, farmakológiának, toxikológiának és gyógyszerészetnek.

## A gyógyszerkémia szerepe a gyógyszerészetben
A gyógyszerkémia kiemelten fontos a gyógyszerészetben:
- Gyógyszerkémiai ismeretek segítségével állítanak elő új gyógyszer molekulákat, módosítanak meglévő molekulákat (származék képzés), szintézis módszereket dolgoznak ki, tökéletesítenek.
- Gyógyszerkémiai ismeretekre támaszkodva végeznek kémiai vizsgálatokat a gyógyszermolekulákon (szerves Analitikai kémia) melyek segítségével megállapítják azok kvantitatív és kvalitatív jellemzőit.

## A gyógyszerek csoportosítása
A gyógyszerkémia segítségével csoportosíthatjuk kémiailag a gyógyszereket. Ez a csoportosítás részben a hatástani csoportosításokon alapszik – valamint alapját képezheti a hatástani csoportosításnak: Az egyes nagy hatástani csoportokat további alcsoportokra bonthatjuk a molekulák alapváza

szerint.